# Kanton Lézardrieux
Lézardrieux is een voormalig kanton van het Franse departement Côtes-d'Armor. Het kanton maakte deel uit van het arrondissement Lannion. Het werd opgeheven bij decreet van 13 februari 2014 met uitwerking op 22 maart 2015. Alle gemeenten werden toegevoegd aan het kanton  Tréguier.

## Gemeenten
Het kanton Lézardrieux omvatte de volgende gemeenten:
- Kerbors
- Lanmodez
- Lézardrieux (hoofdplaats)
- Pleubian
- Pleudaniel
- Pleumeur-Gautier
- Trédarzec